# Committed to the Crime
Albums de Chaos Chaos
S (album)
(2012) Chaos Chaos (album)
(2018)
Committed to the Crime est le second album de Chaos Chaos (anciennement Smoosh), sorti en 2014.

## Contexte
Après avoir adopté le nom de Chaos Chaos en 2012, le groupe a rapidement développé de la musique synthpop. Le nom de cet album signifie en anglais américain Engagé au Crime.

## Réception
Du site musical Vice, Noisey a décrit le morceau Breaker comme chanson « puissante », ainsi qu' « un autre exemple de leur talent précoce et de la capacité des deux sœurs à fabriquer des crochets à la fois instantanés et intemporels », Spin l'a appelé un « temps fort » de l'album.

## Dans la culture populaire
Do You Feel It ? a notamment été présenté dans « Assimilation auto-érotique », le troisième épisode de la deuxième saison de Rick et Morty, à la suite de la rupture entre Rick C137 et Unity

## Pistes
Committed to the Crime
| 1.    | Love            | 3:43 |
| 2.    | Breaker         | 4:12 |
| 3.    | Do You Feel It? | 4:10 |
| 4.    | West Side       | 3:32 |
| 5.    | Monsters        | 3:25 |
| 6.    | Better          | 4:01 |
| 23:03 |                 |      |